# ALCO Century 855
ALCO Century 855 (C855) — самый мощный тепловоз, построенный ALCO, а на момент выпуска (1964 год) — самый мощный тепловоз в мире. На локомотиве было установлено два 16-цилиндровых дизельных двигателя суммарной мощностью 5500 лошадиных сил. Он стал ответом ALCO на появление EMD DD35 и GE U50, 5000-сильных локомотивов компаний General Motors и General Electric соответственно.
C855 имел четыре двухосевые тележки, объединённые в пары. Их конструкция практически совпадала с конструкцией тележек на предыдущих газотурбинных локомотивах UP.
Было выпущено три локомотива: две первые секции (с кабиной машиниста) и одна вторая (без кабины машиниста). Все они эксплуатировались UP. Компания одновременно заказала GM и GE аналогичные тепловозы со спаренными дизелями, чтобы заменить ставшие неэкономичными газотурбинные локомотивы.
C855 были включены в общий парк локомотивов в Норт-Платт. Из-за низкой эффективности их эксплуатация была прекращена к февралю 1972 года.